# Заворичі (станція)
Заво́ричі — проміжна залізнична станція 5-го класу Київської дирекції Південно-Західної залізниці. Розташована у селі Заворичі Київської області на лінії Київ-Пасажирський — Ніжин. Розташована між зупинними пунктами Семиполки (6 км) та Трубіж (5 км).

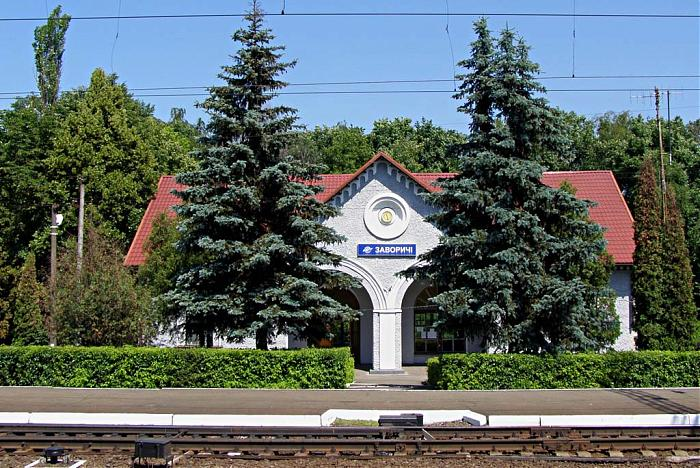
Вокзал

Станцію було відкрито 1876 року. Електрифіковано в складі лінії Бровари — Ніжин 1964 року.
Станція має 2 головні та 2 приймально-відправні колії. Від станції відходить під'їзна колія до Калитянського заводу комбікормів та преміксів.
На станції зупиняються усі приміські електропоїзди. Жоден поїзд дальнього слідування не зупиняється на станції.